# Gyöngyösi kódex

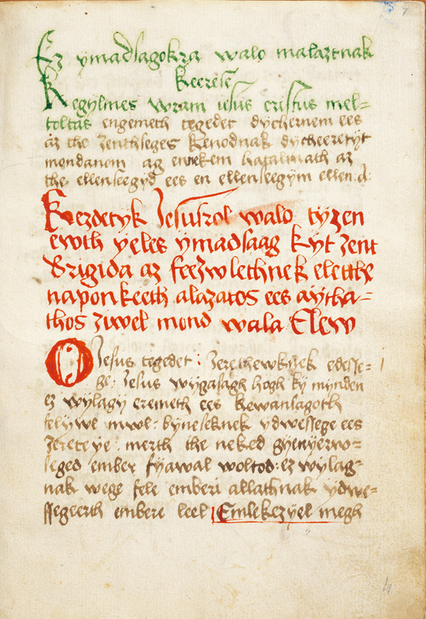
A Gyöngyösi kódex egyik levele.

A Gyöngyösi kódex késő középkori magyar kézirat. A 16. század elejéről származó művet 4 ismeretlen másoló készítette. A 35 levél terjedelmű alkotás imádságokat tartalmaz (pl. Emlékdal Mátyás király halálára, Ének Szent László királyhoz), és a Magyar Tudományos Akadémia tulajdona. A Volf György-féle Nyelvemléktárnak a II. kötetében jelent meg 1874-ben.